# Seznam ameriških umetnostnih kritikov
Seznam ameriških umetnostnih kritikov.

## B
- Bernard Berenson (Bernhard Valvrojenski) (1865 - 1959)

## C
- Robert Coates (kritik)
- Michael Corris

## D
- Arthur Danto
- George Anthony Dondero

## F
- Manny Farber
- Michael Fried (kritik)

## G
- Clement Greenberg

## I
- William Ivins mlajši

## K
- Richard Kostelanetz

## L
- Laura Cottingham

## R
- Harold Rosenberg

## S
- Kaja Silverman
- Russell Sturgis

## V
- Marina Vaizey